# Tapissage
Pour la procédure policière, voir parade d'identification.

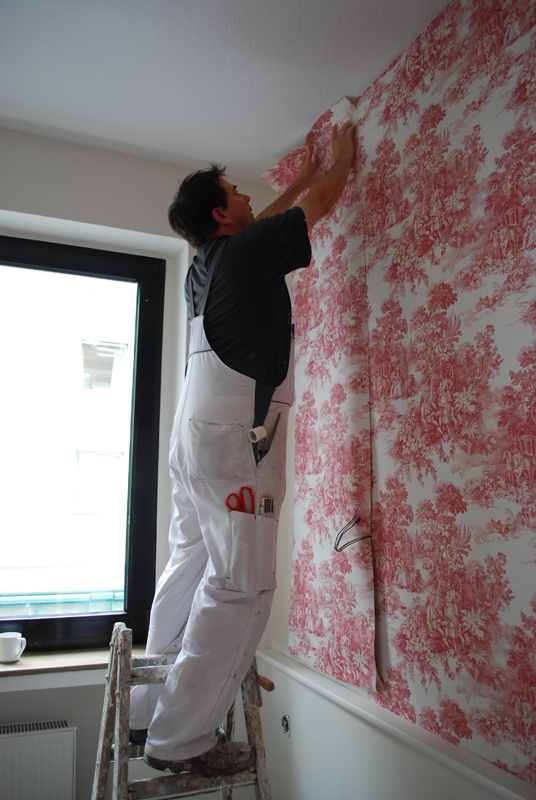
Tapissage

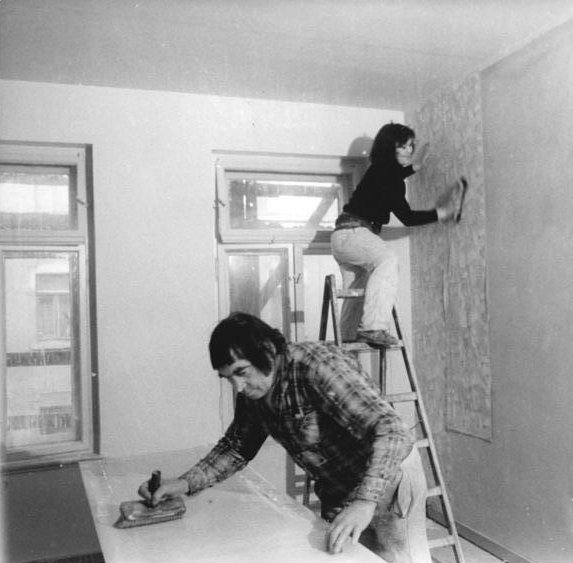
Travaux de tapissage

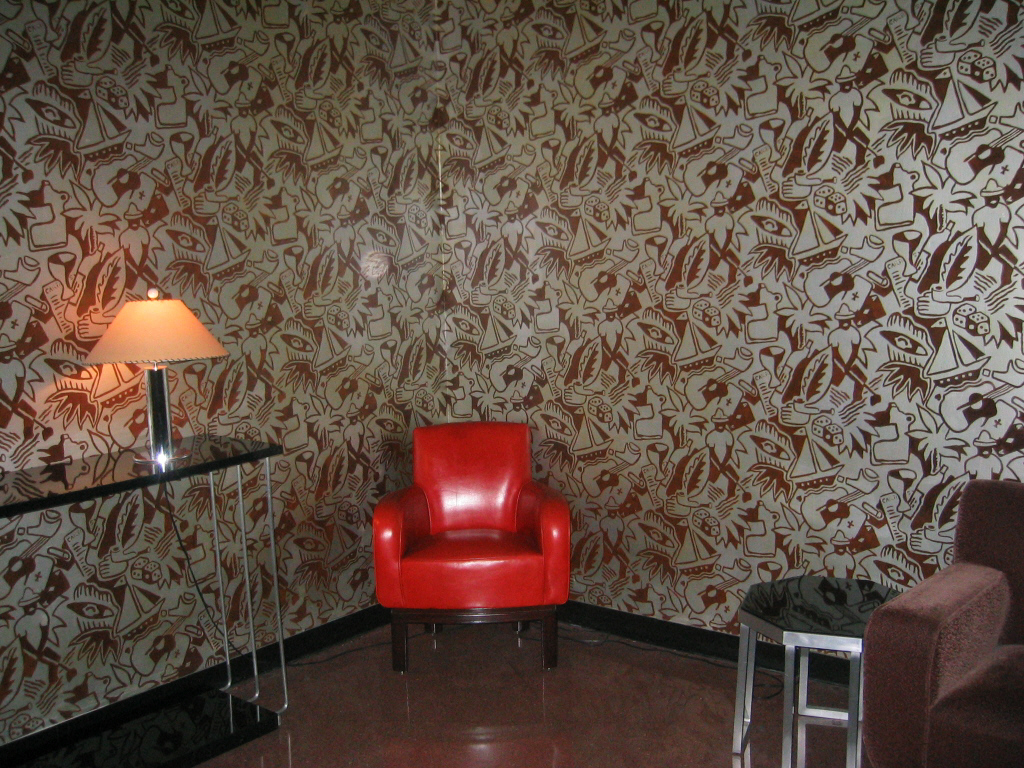
Une pièce tapissée

En architecture et en construction, le tapissage concerne tous les travaux de finition des murs par collage de papier peint, ou textile.
Les travaux de tapissage ainsi que les travaux de peinture sont réalisés par le peintre en bâtiment

## Préparation du subjectile
Le travail de préparation du subjectile comprend :
- La vérification de la nature, de la siccité, de la planéité et  de l'équerrage du support.
- L'élimination des taches, moisissures, corps gras, développements biologiques, efflorescences et pulvérulences.
- Les rebouchages des trous et ragréages au moyen de mastics et autres matières de remplissage.
- Les enlèvements d'écailles de peinture et brossages, les ponçages, égrenages et époussetages.

## Le papier peint
On s'assurera que les papier peints ne dégageront pas en se dégradant, des substances toxiques tels les chlorure de vinyle monomère et formaldéhydes.
- Les papier peints se composent de cellulose, de copeaux de bois, d'adjuvants et de matière de charge, de pigments et de colorants pour l'imprimerie.Ils peuvent comporter des reliefs et contenir des matières plastiques.
- Les papier peints à fibres brutes ou papier ingrain se composent de deux lés de papier entre lesquels on insère des fibres de bois et des particules de bois, ou simplement une couche de papier à base de fibre de bois.
- Les papiers peints textiles se composent de fibres naturelles (coton, jute, lin, sisal, soie, laine ou synthétique) sur un support papier.
- Les fibres de verre sont notamment utilisée sur des supports anciens et sont souvent à peindre.
- Les papier à isolation thermique comportent un dos en polystyrène ou du polyuréthane.

Les papiers peints sont de plus en plus fabriqués à base de papier recyclé.
Lorsqu'ils contiennent 100 % de fibres recyclées, le label Ange bleu, peut leur être attribué.
D'autre part, l’utilisation de formaldéhyde a été fortement limitée lors de la production de ces papiers et les pigments au mercure, au plomb, au cadmium et au chrome ont été proscrits, tout comme les substances toxiques, tératogènes et mutagènes ,.

## Colle à tapisser
On s'assurera que la colle ne dégage pas de gaz toxiques en cas d'incendie.
La colle diluée dite colle à tapisser se composent essentiellement de cellulose méthylique ou d'amidon normalement sans danger pour la santé. Pour les papiers peints plus lourds, il existe aussi des colles plus résistantes à base d'acétate de polyvinyle, d'acrylate, de polyuréthane ou de résines naturelles, qu'il est cependant déconseillé d'utiliser.
Anciennement la colle à tapisser s'obtenait par dilution et chauffage d'une farine de froment dans de l'eau.

## Fournitures et accessoires
- Fibres de verre;
- papiers peints : intissés à peindre lisses ou à motifs, vinyles, papiers, tissu mural;
- colle à tapisser;
- moulures et rosaces;
- décolleuse de papier peint à la vapeur;
- rouleau perforateur;
- tables à tapisser.

## Vocabulaire
- Encoller - Étendre de la colle de pâte sur une muraille avant d'y appliquer le papier, pour lui procurer plus d'adhérence[T 1].
- Maroufler - Enduire de colle de pâte une toile ou le papier collé dessus, pour faire tendre cette toile et lui donner plus de soutien[T 1].